# کاتالاز
آنزیم‌ها مهم‌ترین ابزارهای سلولی هستند و واکنش هارا با کارایی بسیار بالایی به انجام میرسانند. کاتالاز آنزیمی است که تقریباً در همهٔ موجودات زنده یافت می‌شود. این آنزیم در برخی از ارگان‌های بدن یافت می‌شود. آنزیم کاتالاز از ریبوزوم‌های آزاد درون سیتوزول ساخته می‌شود. این آنزیم آب اکسیژنه را به اکسیژن و آب تجزیه می‌کند. همچنین این آنزیم یکی از مهم‌ترین آنزیم‌ها در محافظت از سلول در مقابل آلودگی اکسیدی به‌وسیلهٔٔ آب اکسیژنه را دارد. به علاوه این آنزیم یکی از آنزیم‌هایی است که دارای قدرت تجزیهٔ بالا می‌باشد، به طوری که یک مولکول کاتالاز قادر است در یک دقیقه، ۶ میلیون مولکول آب اکسیژنه را به آب (H2O) و اکسیژن تجزیه نماید. آب اکسیژنه یا هیدروژن پراکسید به فرمول H2O2 ماده سمّی بوده و باید فوری تجزیه شود و از پراکسی زوم سلول‌های جگر در اثر متابولیسم سلولی به عنوان محصولات جانبی تولید می‌شود. لازم به ذکر است که در صنعت نیز آنزیم کاتالاز در جهت ساختن اسفنج کاربرد دارد.
کاتالاز ماده‌ای است که از چهار زنجیره‌ی پلی پپتیدی تشکیل شده که هر کدام دارای بیش از ۵۰۰ آمینو اسید است. این شامل چهار پورفیرین (آهن) است که اجازهٔ واکنش با آب اکسیژنه را می‌دهد. حالت مطلوب برای PH کاتالاز انسان تقریباً هفت است. حالت مطلوب برای بقیهٔ کاتالازها بین چهار تا یازده است که به نوع ان‌ها بستگی دارد.

## کشف آنزیم کاتالاز
آنزیم کاتالاز ابتدا در سال ۱۸۱۱ مورد توجه لویس تنارد (کاشف آب اکسیژنه) قرار گرفت. فرضیهٔ او این بود که آب اکسیژنه به‌وسیلهٔٔ یک مادهٔ ناشناخته مورد تجزیه قرار می‌گیرد. در سال ۱۹۰۰ اسکار لوو برای اولین بار نام کاتالاز را برای این ماده انتخاب کرد و متوجه شد که کاتالاز در بسیاری از گیاهان و جانوران قرار دارد. در سال ۱۹۳۷ جیمز بچلر سامنر و الکساندر دانس به وجود کاتالاز در جگر گاو پی بردند. در سال ۱۹۳۸ نیز وزن مولکولی کاتالاز یافت شد.

## عملکرد
آب اکسیژنه یک اکسنده متداول است. ترکیبی بسیار سمی که به هر علتی ممکن است درون سلول ایجاد شود و کاتالاز برای خنثی کردن این ترکیب سمی واکنش بالا را انجام دهد. به مرور آب اکسیژنه تجزیه و تبدیل به آب و اکسیژن می‌گردد. این عمل تجزیه در محیط بازی سریعتر و در محیط اسیدی کندتر از محیط خنثی صورت می‌گیرد. بر اثر گرد بعضی اجسام عمل تخریب آب اکسیژنه تسریع می‌گردد مانند گرد دی اکسید منگنز و گرد فلزات
2H2O2 → 2 H2O + O2

## اطلاعات دیگر
- آنزیم کاتالاز از دیوارهٔ سلولی ترشح می‌شود.
- کمبود آنزیم کاتالاز می‌تواند منجر به ابتلا به دیابت ۲ در انسان شود.
- آنزیم کاتالاز در بدن انسان در دمای ۳۷ درجه زندگی می‌کند، دمایی که تقریباً با دمای بدن یکسان است.
- آنزیم کاتالاز در سوخت و ساز الکل نیز همکاری می‌کند، ولی این آنزیم مقدار بسیار کمی از الکل را تجزیه می‌کند.